# Christiane Hagenbeck
Christiane Hagenbeck (* 1846; † 1905) war eine ausgewiesene Vogelkennerin.
Die Schwester von Carl Hagenbeck betrieb seit 1873 einen Vogelhandel und führte jährlich 40–50.000 Vögel ein. Sie rüstete Expeditionen aus nach Madagaskar, von wo sie z. B. 3000 Zwergpapageien (Grauköpfchen) erhielt. Um 1880 waren bei ihr „auch kleine Krokodilchen zu Preise von etwa 6 Mark pro Stück zu haben“. Am 4. Juli 1874 erteilte sie Johann Gustav Friederich Umlauff Prokura.